# Polyommatus obsoleta
Polyommatus obsoleta är en fjärilsart som beskrevs av Tutt 1910. Polyommatus obsoleta ingår i släktet Polyommatus och familjen juvelvingar. Inga underarter finns listade i Catalogue of Life.